# Konrad Heinrich Wolf
Konrad Heinrich Wolf (* 26. Oktober 1766 in Wesselburen; † 7. Mai 1848) war ein deutscher lutherischer Geistlicher.

## Leben
Konrad Heinrich Wolf wurde geboren als Sohn des Heinrich Wolf (* 1733; † 1801), Prediger in Wesselburen und späterer Pastor in Oldesloe.
Er begann zu Ostern 1785 ein Theologie-Studium in Kiel und absolvierte 1792 sein theologisches Amtsexamen in Glückstadt, hierbei erhielt er bei seinem Abschluss den 2. Charakter.
Am 14. April 1793 wurde er durch die Gemeinde Wöhrden zum Diakon gewählt und trat am 1. September 1793 sein Amt an. Vier Jahre später stellte er sich am 22. Oktober 1797 in Krummendiek in der holsteinischen Propstei Münsterdorf zur Wahl als Pastor. Sein Amtsantritt erfolgte am 3. Dezember 1797; in diesem Amt blieb er bis zum 30. März 1817, dann wurde er zum Hauptprediger in der Stadt Wilster, die auch zur münsterdorfschen Propstei gehörte, gewählt und trat dieses Amt am 8. Juni 1817 an. Seit 1827 war er Senior des münsterdorfschen Konsistoriums. 1843 erfolgte eine Feier zu seinem 50-jährigen Amtsjubiläum, anlässlich derer sein Sohn Konrad eine Predigt drucken ließ. Im August 1847 wurde er Senior der schleswig-holsteinischen Geistlichkeit.
Konrad Heinrich Wolf war 53 Jahre mit Dorothea geb. Paulsen verheiratet. Gemeinsam hatten sie vier Söhne und drei Töchter. Sein ältester Sohn Heinrich Wolf wurde Hauptprediger in Kiel, sein zweiter Sohn Konrad Wilhelm Moritz (* 1806; † unbekannt) wurde später Pastor in St. Peter, sein dritter Sohn wurde Landmann und wanderte nach Amerika aus und sein jüngster Sohn wurde Redakteur beim Itzehoer Wochenblatt. Die zweite Tochter war mit dem Propst und Pastor Jakob Hansen (* 21. Januar 1799 in Windbergen; † Mitte August 1868 in Meldorf) in Meldorf verheiratet.